# Nymodernism
Nymodernismen är en stil inom arkitektur som uppstod under 1990-talet. På engelska kallas den supermodernism. Den är en reaktion på postmodernism och förespråkar ett mer avskalat och enklare uttryck, i likhet med uttrycket i modernismens arkitektur. Det supermoderna tillståndet kännetecknas av att platser saknar mening och kontext, ett informationsflöde som bombarderar oss och en individualisering / privatisering av samhället. För fysiska platser kan detta ses i att bytorget ersatts av ett kameraövervakat, privat köpcenter där endast det sociala beteende som innefattar konsumtion är önskvärt. En sorts icke-platser skapas som saknar lokal förankring, med flygplatser som ett exempel. Globaliseringen gör, enligt supermodernismen, att arkitekturen blir mer och mer homogen världen över. Detta tar sig uttryck i skyskrapor, motorvägar och företagscenter. 

## Förhållandet till andra arkitekturstilar
Nymodernismen är kritisk mot postmodernismens önskan om att byggnaden ska ha en förankring i den lokala omgivningen. Postmodernismens dekoruttryck ses som en gimmick och en dekor utan egentlig mening. I stället betonas enkelheten och en återgång till modernismens neutralitet med odekorerade fasader samt att byggnaden står för sig själv utan någon direkt relation till omgivningen.